# تانیو کیریاکوف
تانیو کیریاکوف (بلغاری: Таню Киряков؛ زادهٔ ۲ مارس ۱۹۶۳) تیرانداز اهل بلغارستان بود.
وی در مسابقات کشوری و بین‌المللی در مجموع برندهٔ ۲ مدال طلا، ۱ مدال برنز شده‌است.